# Зоран Костић (књижевник)
Зоран Костић (Цетиње, 1948) српски је књижевник. Пише пјесме, драме, приповјетке, есеје и бави се превођењем поезије са руског и пољског на српски. Председник је Удружења књижевника Српске.

## Биографија
Рођен је 1948. на Цетињу. Члан је Савеза писаца Руске Федерације, Удружења књижевника Србије и Удружења књижевника Српске. Председник Удружења књижевника Српске је постао 2003, када је сједиште удружења премјештено из Српског Сарајева у Бању Луку.

## Награде
- Награда „Вито Николић”, за песму „Огњени трозубац”, 1997.[3]
- Награда „Лаза Костић”, за књигу Огњени трозубац, 1998.[3]
- Награда „Златни витез”, за најбољи филмски сценарио у филму „Тринаести дан“, у Русији 2000.[1][2]
- Повеља „Карађорђе”, за 2006.[3]
- Повеља за велики допринос српској поезији[3]
- Награда „Грачаничка повеља”, 2013.
- Награда „Петровдански вијенац”, за књигу поезије Сто једанаест, 2014.
- Кочићева награда, 2015.
- Змајева награда, за књигу Пулсквамперфекта, 2018.[8]
- Награда „Марко Миљанов”, за књигу Издаја језика, 2021.

## Дјела
Објавио је више дјела:
- Првине (1984)
- Делта оца (1986)
- Соњети (1987)
- Ко смо (1988)
- Задушни репови (1990)
- Казан (1992)
- Огњени трозубац, издавач: Мирослав (1997)
- Кућни пламен (2002)
- Вијенац за Трепетову, роман, Завод за уџбенике и наставна средства Републике Српске, Српско Сарајево (2003)
- Драме, драма, Завод за уџбенике и наставна средства Републике Српске, Српско Сарајево (2003)
- Пут за Цариград и друге драме, драма, (2005)
- Одрастаљка (2006)
- Звјеридба у страшуми (2007)
- Језикрвље, Српско просвјетно и културно друштво „Просвјета“, Пале (2008); Друго издање: Језикрвље, Orpheus, Нови Сад (2008)

### Преводи
- Иркут, Валериј Хајрузов, Инфинитас 2010. (превод романа са руског на српски)